# Boraceia
Boraceia est une municipalité brésilienne de l'État de São Paulo. Sa population était estimée à 4 268 habitants en 2010, elle s'étend sur 120,796 km2.
Elle fait partie de la Microrégion de Jaú dans la Mésorégion de Bauru.

## Démographie
| Évolution de la population (municipalité) | Évolution de la population (municipalité) | Évolution de la population (municipalité) | Évolution de la population (municipalité) |
| Année                                     | Population                                |                                           | %±                                        |
| ----------------------------------------- | ----------------------------------------- | ----------------------------------------- | ----------------------------------------- |
| 1960                                      | 4 412                                     |                                           | —                                         |
| 1970                                      | 2 643                                     |                                           | −40,1%                                    |
| 1980                                      | 3 561                                     |                                           | 34,7%                                     |
| 1991                                      | 3 460                                     |                                           | −2,8%                                     |
| 2000                                      | 3 739                                     |                                           | 8,1%                                      |
| 2010                                      | 4 268                                     |                                           | 14,1%                                     |
| 2022                                      | 4 715                                     |                                           | 10,5%                                     |
| ,                                         |                                           |                                           |                                           |